# 한웅규
한웅규(韓雄奎, 1990년 5월 11일 ~ )는 대한민국의 바둑 기사이다.

## 약력
2008년 제114회 입단대회를 통해 입단하였다. 2013년 4월 17일에 5단으로 승단하였다. 2014년 제2회 백령배 본선64강에 진출했다. 2019년 7단을 거쳐 2023년에 9단으로 승단했다.